# Acanthaster brevispinus
Acanthaster brevispinus  (лат.) — многолучевая морская звезда семейства Acanthasteridae.
Вид распространён на Филиппинах, Большом барьерном рифе и Сейшельских островах (в западной части Индийского океана).
Обитает на глубине от 18 до 75,4 м, при температуре воды от 23,3 до 28,3 ° С и солёности 34,1—35,5 ‰.